# Турлыбек, Мирас Айтболатулы
Мирас Айтболатулы Турлыбек (каз. Мирас Айтболатұлы Тұрлыбек; род. 17 июля 2001, Павлодар) — казахстанский футболист, нападающий клуба «Каспий».

## Карьера

### Клубная
Воспитанник павлодарского футбола. Футбольную карьеру начал в 2018 году в составе клуба «Иртыш М».
В начале 2021 года перешёл в «Аксу». В 21 проведённом матче забил 21 гол и стал лучшим бомбардиром Первой лиги.

### В сборной
12 ноября 2021 года дебютировал за молодёжную сборную Казахстана в матче против молодёжной сборной Шотландии (1:2).

## Достижения

### Командные
«Аксу»
- Победитель Первой лиги: 2021

### Личные
- Лучший бомбардир Первой лиги: 2021 (21 мячей)

## Клубная статистика
| Игровая карьера | Игровая карьера | Игровая карьера | Ч-т | Ч-т | Кубок | Кубок | Межд. | Межд. | Др. | Др. |
| --------------- | --------------- | --------------- | --- | --- | ----- | ----- | ----- | ----- | --- | --- |
| 2019            | Иртыш М         | В               | 32  | 6   | -     | -     | -     | -     | -   | -   |
| 2021            | Аксу            | Б               | 21  | 21  | 2     | 2     | -     | -     | -   | -   |